# David Kemp (beeldhouwer)

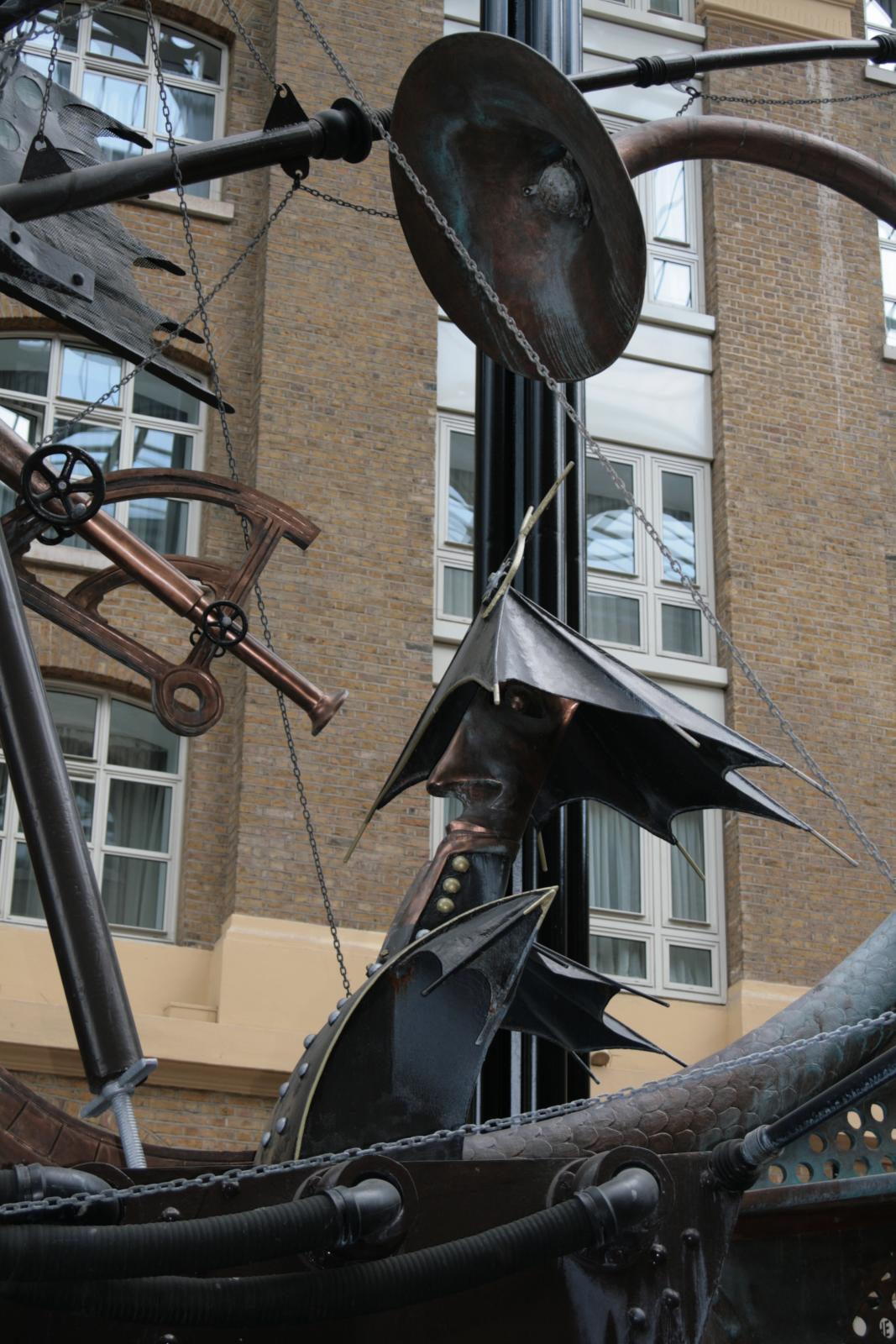
The Navigators (detail) in Londen

David Kemp (Londen, 1945) is een Engelse beeldhouwer en schilder.

## Leven en werk
Kemp vond na zijn schooltijd een baan bij de koopvaardij en voer gedurende 4 jaar. Van 1968 tot 1972 studeerde hij aan de Farnham School of Art in Farnham en vervolgens aan de Wimbledon School of Art in Londen. In 1975 verhuisde hij naar Cornwall, waar hij zich als kunstenaar vestigde. In 1981 en vervolgens in 1983 was hij artist in residence van Grizedale Forest, waarna hij zich richtte op het scheppen van kunst voor de openbare ruimte. Kemp is een assemblage-kunstenaar, die voor de creatie van zijn kunstwerken materialen gebruikt, die afkomstig zijn van de schroothoop. Een van zijn grootste werken, de bronzen sculptuur The Navigators, maakte hij in 1987 voor de winkelpassage The Hays Galleria Market in Londen, op de plaats van de vroegere Hay's Wharf met een rijk nautisch verleden.
In 1984 stelde Kemp zijn werk tentoon bij de expositie A Sense of Place in Grizedale Forest en in hetzelfde jaar nam hij deel aan het International Sculpture Symposium in het Yorkshire Sculpture Park. Hij exposeerde in 1995/96 bij Tate St Ives met de tentoonstelling Serious Hot Water. Gedurende de jaren tussen 1999 en 2003 werkte hij onder andere voor het Eden Project in Cornwall. Voor het project maakte hij onder andere de werken Tropics Trader (1999), Flexiplants (2000), Greenhouse of other worlds (2000), Flexiplants 2 (2002) en Flexiplants 3 (2003).

## Werken (selectie)
- The Iron Horse (1982), Newcastle-upon-Tyne
- The Navigator (1987), Londen
- Heavy Plant (1988)[1][2], Sheffield Science Park in Sheffield
- The Old Transformers - The Iron Master/The Miner (1989), Consett in Durham
- The Hamshire Hog (1990), County Hall in Winchester
- The Lost XVII (1990), Kilmacolm in Glasgow
- The Vox populaire (1992), Canary Wharf in Londen
- King Coal (1992)[3], Pelton Fell, graafschap Durham
- Chichester Road Gang (1993), Levant, Chichester
- The Ancient Forester (1994), beeldenroute Grizedale Forest
- Water Wheel (1995), Irwell Sculpture Trail, Bury (Cambridgeshire)
- Naval Nurse's Stonehouse (1999), Plymouth
- Tib Street Horn (2000), Manchester
- Brian's Brain (2000), Lowry Arts Centre in Manchester
- Looking Both Ways (2000), Lloyd George Avenue in Cardiff
- Seven Red Plaice (2002), Regent's Walk, Redcar and Cleveland
- Penzance Passenger Interchange (2003), Penzance Railway Station in Penzance
- School of Palettes (2005), St Ives Railway Station in St Ives (Cornwall)
- Tinners Hounds (2007), Fore Street in Redruth
- Murdoch Mosaics (2008), Redruth

## Fotogalerij

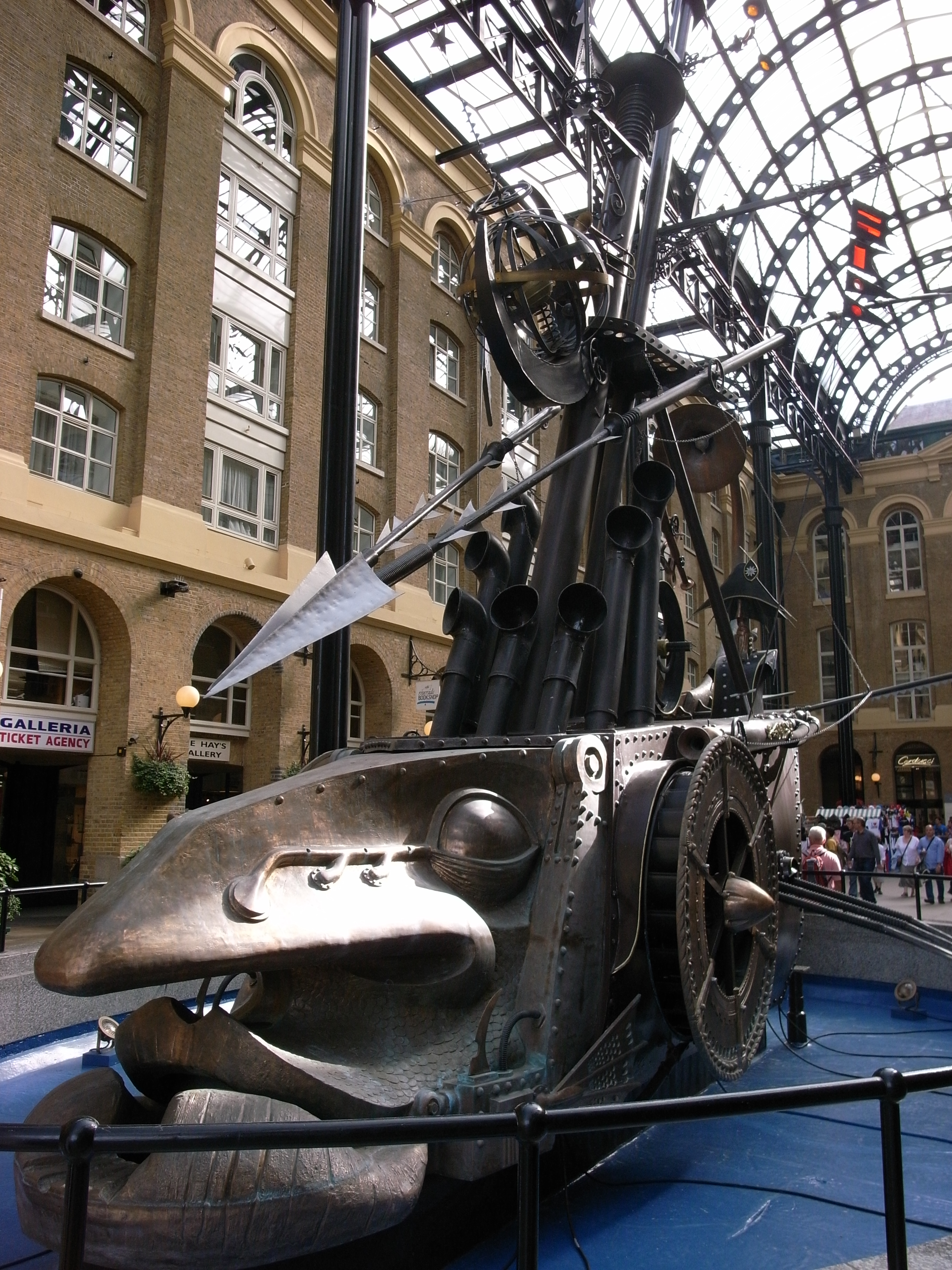
The Navigators (1987)
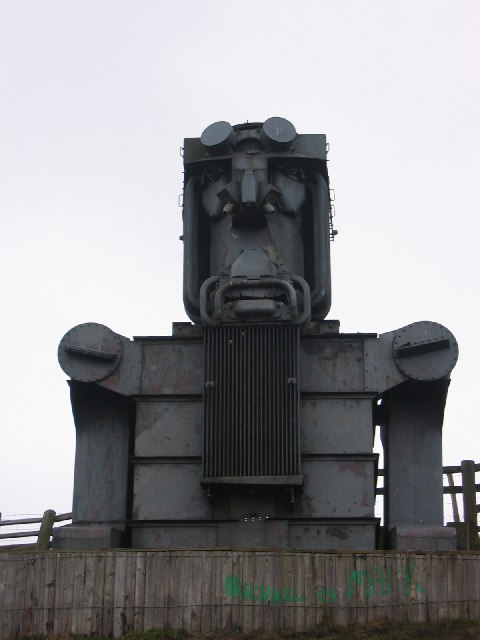
The Old Transformers - The Iron Master (1989)
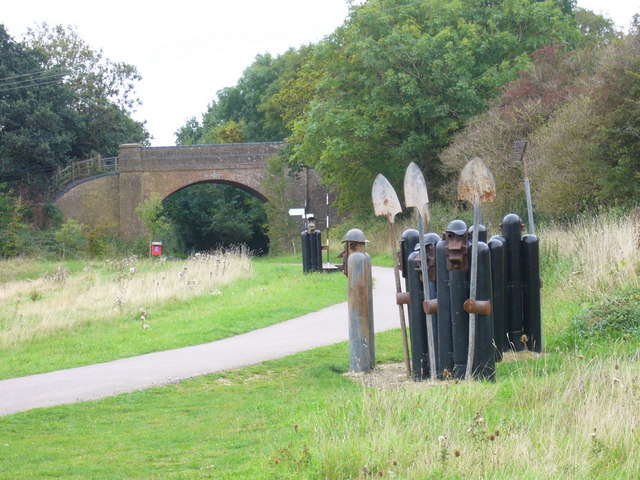
Chichester Road Gang (1993)
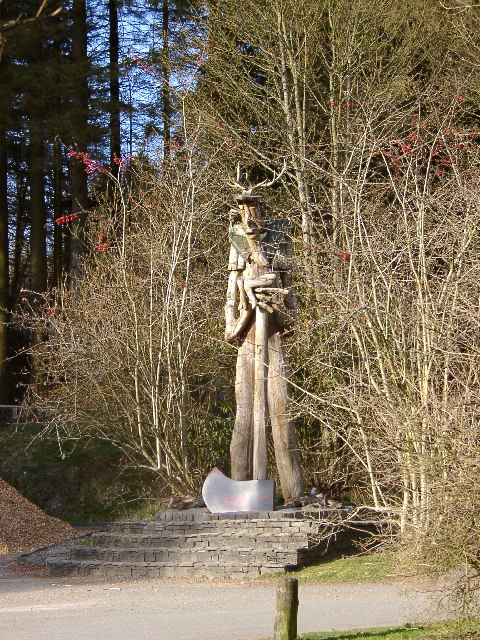
The Ancient Forester (1994)
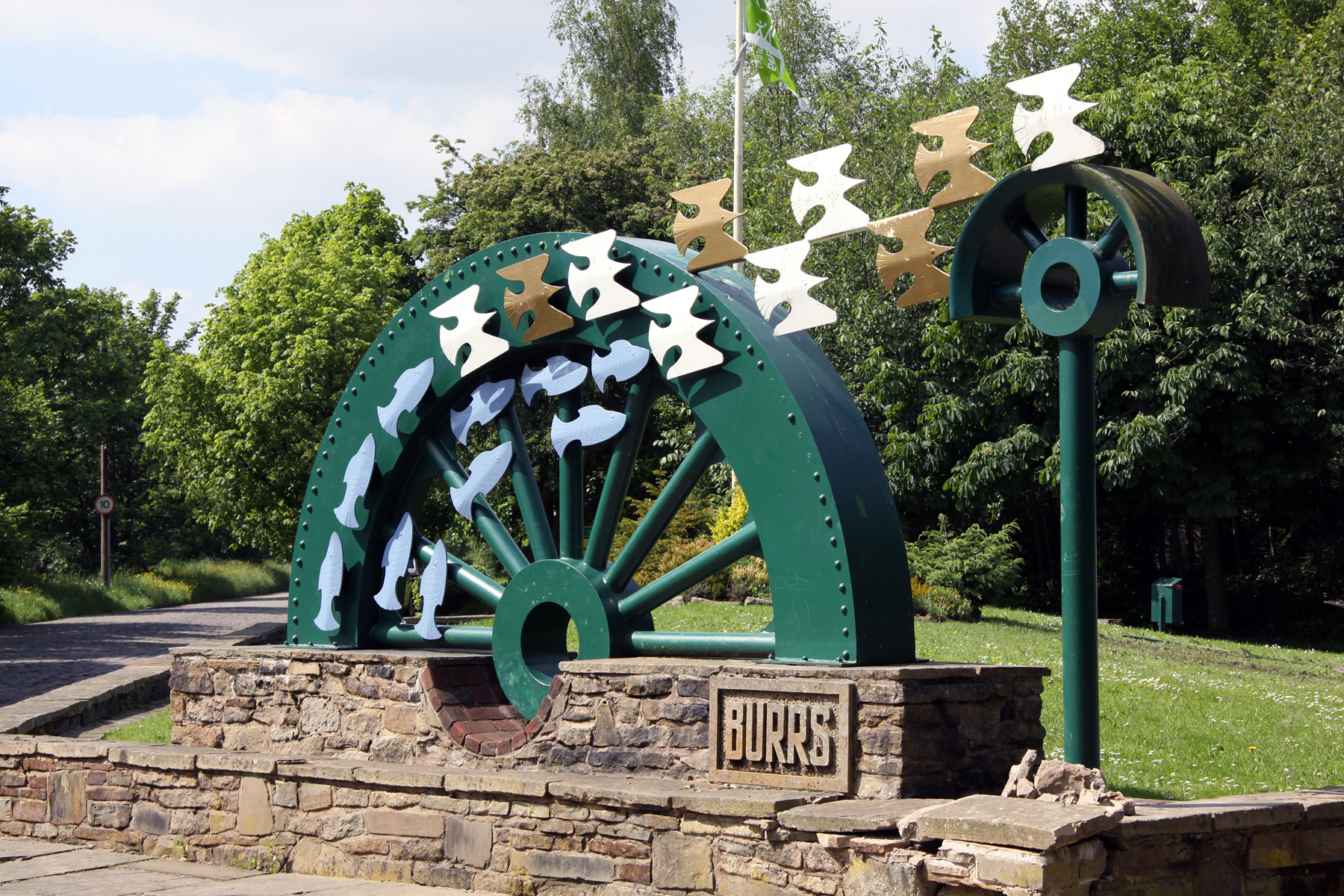
Water Wheel (1995)
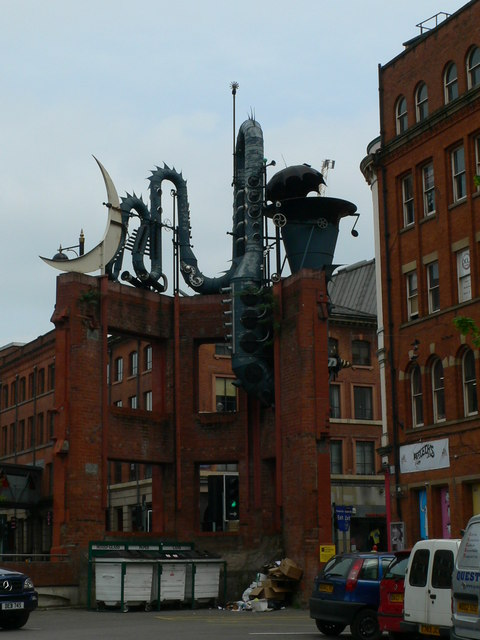
Tib Street Horn (2000)
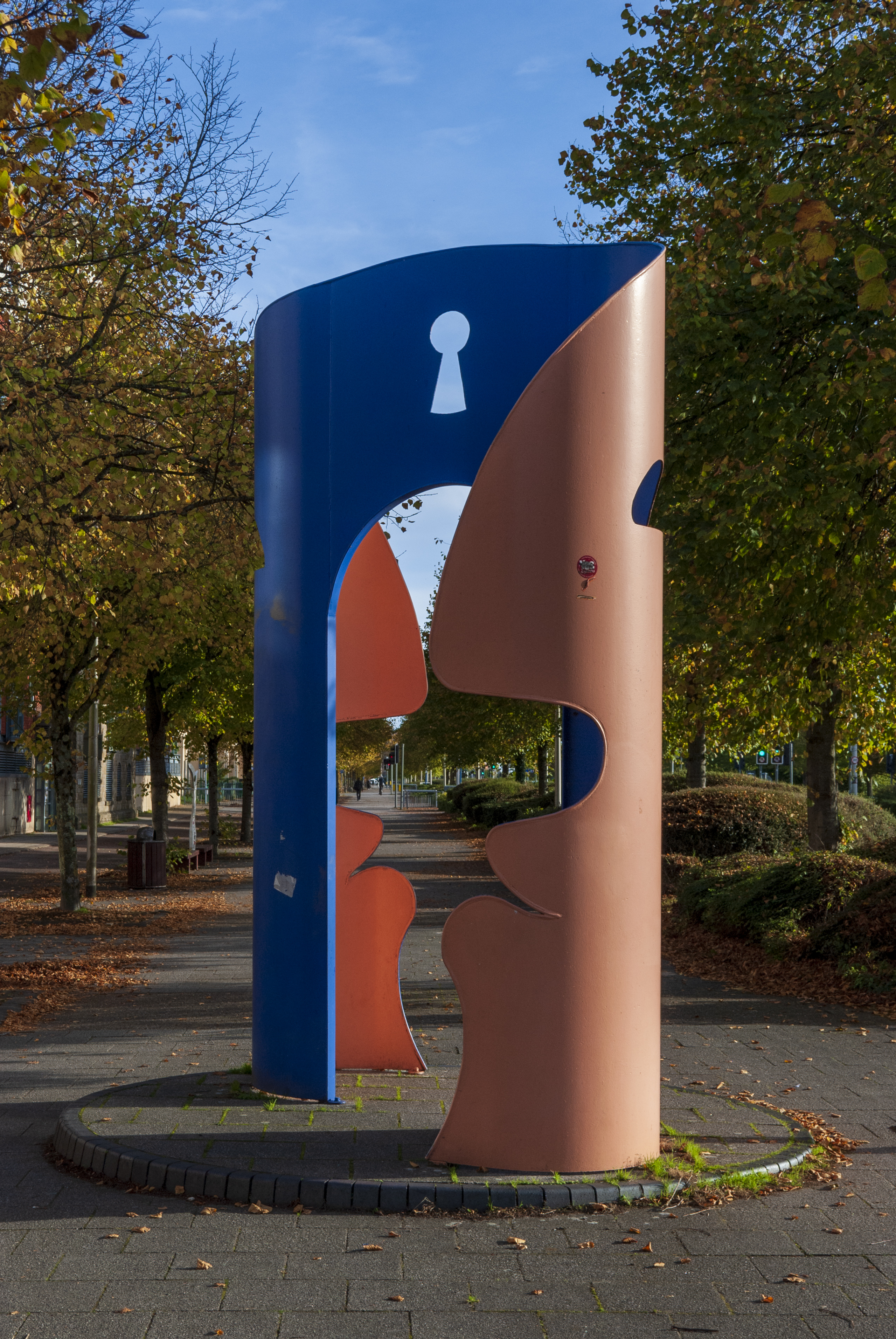
Looking Both Ways (2001)
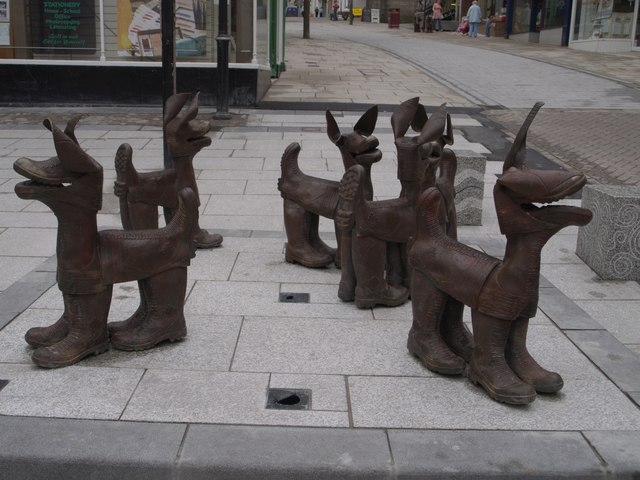
The Tinners Hounds (2007)

- International Standard Name Identifier: 0000 0000 7894 6307
- Library of Congress Control Number: no2004092443
- Union List of Artist Names: 500082905
- Virtual International Authority File: 53867326
- WorldCat: E39PBJyRtgkYMVW4c8j9P3bTpP